# 多棘刺缘吸虫
多棘刺缘吸虫（学名：Acanthoparyphium spinulosum）为棘口科刺缘属的动物。分布于日本、俄罗斯、澳大利亚、台湾岛等地，营寄生生活，终末宿主Charadrius dominicus（澳大利亚）、Charadris fulius（台湾）、鸥以及寄生在肠。

## 亚种
- 鸭多棘刺缘吸虫（学名：Acanthoparyphium spinulosum suzugama），Yamaguti于1939年命名。分布于日本以及中国大陆的福建等地，营寄生生活，宿主斑背潜鸭、蛎鹬（福建）以及寄生在肠。[2]